# Caitlin Gregg
Caitlin Gregg, född Compton,  född den 7 november 1980,  är en amerikansk längdåkare, som har tävlat sedan 2001. Hon kom sjua i lagsprinten tillsammans med Kikkan Randall i OS 2010. Vid världsmästerskapen i Falun år 2015 tog hon ett brons på distansen 10 km fristil.